# Biggs Island (Südgeorgien)
Biggs Island ist eine Insel im Archipel Südgeorgiens im Südatlantik. Sie liegt am nordöstlichen Ausläufer der Lewin-Halbinsel.
Das UK Antarctic Place-Names Committee benannte sie 2009. Namensgeber ist die Familie Biggs, die von 1954 bis in die 1960er Jahre auf Südgeorgien lebte.